# NGC 2999
NGC 2999 في الفهرس العام الجديد، هي مجرة، تقع في كوكبة الشراع. اكتشفتها جيمس دنلوب في عام 1826.

## روابط خارجية
- NGC 2999 على موقع ويكي سكاي: DSS2, SDSS, GALEX, IRAS, Hydrogen α, X-Ray, Astrophoto, Sky Map, Articles and images